# Championnats du monde de triathlon longue distance 2018
Navigation
Édition précédente Édition suivante
Les championnats du monde de triathlon longue distance 2018, 25e édition de la compétition, ont lieu le 14 juillet 2018 à Fyn au Danemark. Ils sont organisés dans le cadre du Multisport World Championship Festival qui réunit plusieurs championnats mondiaux de sports gérés par la Fédération internationale de triathlon (ITU).

## Organisation
L'épreuve longue distance se déroule dans le cadre du festival de triathlon organisé par la Fédération internationale de triathlon en collaboration avec la Fédération danoise de triathlon du 5 au 14 juillet. Les épreuves se déroulent sur plusieurs sites d'accueil, Middelfart, Svendborg et Odense. Le championnat du monde longue distance, se déroule le 14 juillet sur le site d'Odense.

## Résumé de course
L'Espagnol Pablo Dapena González qui ne connaît avant cette victoire aucun podium international à son palmarès crée la surprise, Helle Frederiksen remplis de joie un public acquis à sa cause, native du pays organisateur, elle remporte pour la première fois ce titre international. Sortie de l'eau avec un groupe de six autres compétiteurs Pablo Dapena accomplit la partie vélo sans créer d'écart avec les autres concurrents de la tête de course. Arrivé à la seconde transition avec plus de cinq minute d'avance sur le peloton des autres compétiteurs, c'est sur la partie course à pied qu'il prend le meilleur et réussit au bout de 10 kilomètres à lâcher le Suisse Ruedi Wild qui l’accompagne à la sortie de la transition. Il passe la ligne en vainqueur et remporte son premier titre international. Annabel Luxford, Helle Frederiksen, Camilla Pedersen et Bárbara Riveros Díaz, sont les quatre femmes qui dominent la course chez les féminines et qui restent grouper jusqu'à la seconde transition. La Danoise, durant la course à pied va prendre l'ascendant sur toutes ses concurrentes et sans faiblir remporter le titre de championne du monde devant un public enthousiaste de compatriote. Elle remporte cette victoire après avoir fini en seconde position en 2017.

## Palmarès
« Top 10 » hommes et femmes du championnat du monde longue distance 2018.
| Rang               | Nom                     | Pays | Temps           |
| ------------------ | ----------------------- | ---- | --------------- |
| Médaille d'or      | Pablo Dapena González   |      | 5 h 19 min 30 s |
| Médaille d'argent  | Ruedi Wild              |      | 5 h 22 min 13 s |
| Médaille de bronze | Marko Albert            |      | 5 h 22 min 27 s |
| 4                  | Kévin Maurel            |      | 5 h 25 min 24 s |
| 5                  | Giulio Molinari         |      | 5 h 26 min 10 s |
| 6                  | Mathias Lyngsø Petersen |      | 5 h 29 min 19 s |
| 7                  | Kristian Høgenhaug      |      | 5 h 29 min 38 s |
| 8                  | Viktor Zyemtsev         |      | 5 h 31 min 52 s |
| 9                  | Cyril Viennot           |      | 5 h 32 min 8 s  |
| 10                 | Anders Christensen      |      | 5 h 31 min 11 s |

| Rang               | Nom                     | Pays | Temps           |
| ------------------ | ----------------------- | ---- | --------------- |
| Médaille d'or      | Helle Frederiksen       |      | 5 h 49 min 4 s  |
| Médaille d'argent  | Bárbara Riveros Díaz    |      | 5 h 51 min 22 s |
| Médaille de bronze | Annabel Luxford         |      | 5 h 55 min 47 s |
| 4                  | Camilla Pedersen        |      | 5 h 59 min 21 s |
| 5                  | Maja Stage Nielsen      |      | 6 h 8 min 29 s  |
| 6                  | Alexandra Tondeur       |      | 6 h 9 min 26 s  |
| 7                  | Gurutze Frades Larralde |      | 6 h 12 min 18 s |
| 8                  | Michelle Vesterby       |      | 6 h 14 min 38 s |
| 9                  | Pernille Thalund        |      | 6 h 14 min 48 s |
| 10                 | Anna Noguera            |      | 6 h 15 min 47 s |

## Paratriathlon
|        | Rang          | PTS2 | PTS3           | PTS4 | PTS5 | PTWC           | PTVI           |
| ------ | ------------- | ---- | -------------- | ---- | ---- | -------------- | -------------- |
| Hommes | Médaille d'or | PC   | PC             | PC   | PC   | Mark Conway H1 | Iain Dawson B3 |
| Femmes | Médaille d'or | PC   | Marianne Hüche | PC   | PC   | PC             | PC             |

## Distances
| Distances course (kilomètres) | Distances course (kilomètres) | Distances course (kilomètres) |
| Natation                      | Vélo                          | Course à pied                 |
| ----------------------------- | ----------------------------- | ----------------------------- |
| 3                             | 120                           | 30                            |